# وزارة مزاحم الباجه جي
وزارة مزاحم الباجه جي هي الحكومة العراقية التاسعة والثلاثون، خلفت هذه الوزارة وزارة محمد الصدر.
تشكلت الوزارة في 26 حزيران 1948 واستمرت إلى 6 كانون الثاني 1949، وتشكلت بعدها وزارة نوري السعيد العاشرة.

## التشكيلة الوزارية
تكونت الوزارة من الوزراء أدناه:
- رئيس الوزراء: مزاحم الباجه جي
- وزير الدفاع: صادق البصام، أقيل في 27 أيلول 1948، ثم عين شاكر الوادي في 20 تشرين الأول 1948
- وزير الخارجية: رئيس الوزراء مزاحم الباجه جي بالوكالة حتى 20 تشرين الأول 1948 حيث عين علي جودت الأيوبي
- وزير الداخلية: مصطفى العمري، أقيل في تشرين الأول 1948، فخلفه عمر نظمي
- وزير المالية: علي ممتاز الدفتري، أقيل في 27 أيلول 1948، ثم عين خليل إسماعيل البستاني
- وزير التموين: علي ممتاز الدفتري بالوكالة، أقيل في 27 تشرين الأول 1948
- وزير العدلية: محمد حسن عبد القادر كبة
- وزير الاقتصاد: عبد الوهاب مرجان، أقيل في تشرين الثاني 1948، ثم عين علي حيدر سليمان
- وزير المعارف: نجيب الراوي
- وزير المواصلات: جلال بابان
- وزير الشؤون الاجتماعية: جلال بابان بالوكالة حتى تعيين علي حيدر سليمان في 19 آب 1948
- وزراء بدون وزارة:
  - محمد الصيهود، عين في تشرين الأول 1948